# خانق أولدوفاي
يعد خانق أولدوفاي أو خانق أولدوباي (بالإنجليزية: Olduvai Gorge أو Oldupai Gorge)‏ في تنزانيا أحد أهم مواقع مستحاثات البشر القديمة في العالم؛ لقد أثبتت المواقع العديدة التي كشف عنها الخانق أنها لا تقدر بثمن في تعزيز فهم التطور البشري المبكر. خانق أولدوفاي هو إفجيج شديد الانحدار في الوادي الخسيف الكبير ويمتد عبر شرق أفريقيا، ويبلغ طوله نحو 48  كيلومترًا، ويقع في سهول سيرينغيتي الشرقية داخل منطقة نغورونغورو المحمية في جناح أولبالبال [الإنجليزية] الواقع في مقاطعة نغورونغورو [الإنجليزية] بمنطقة أروشا، على بعد قرابة 45 كيلومتر (28 ميل) من ليتولي، وهي منطقة أثرية مهمة أخرى للاحتلال البشري المبكر. أنشأ فريق علماء الآثار وعلماء الإنسان البريطاني/الكيني المكون من ماري ولويس ليكي برامج تنقيب وبحث في خانق أولدوفاي والتي حققت تقدمًا كبيرًا في المعرفة البشرية واشتهرت عالميًا. سُجِّل الموقع على أنه أحد المواقع التاريخية الوطنية في تنزانيا [الإنجليزية].